# Nils-Erik Roos
Nils-Erik Roos, född 4 juli 1922 i Surahammar, död 12 juli 2009 i Bromma, var en svensk reklamtecknare och illustratör.
Han var son till smidesarbetaren Nils Albin Roos och Anna Hansson och från 1953 gift med Gunborg Malander. Roos studerade vid Berghs reklamskola i Stockholm och var efter studierna verksam som illustratör i Dagens Nyheter, Arbetaren, Stockholms-Tidningen, All världens berättare, Perspektiv, Frihet och Metallarbetaren. Ett flertal av de teckningar som finns i uppslagsverket Focus är utförda av Roos. Som konstnärlig tecknare medverkade han i Nationalmuseums utställning Unga tecknare. Hans konst förutom illustrationer består av figurmotiv och porträtt utförda i tusch. Roos finns representerad vid Nationalmuseum i Stockholm. Makarna Roos är begravda på Norra begravningsplatsen utanför Stockholm.